# Hard Core (album)
Albums de Lil' Kim
The Notorious K.I.M.
(2000)
Singles
1. No Time
Sortie : 29 octobre 1996
2. Crush on You
Sortie : 13 juin 1997
3. Not Tonight (Ladies Night Remix)
Sortie : 30 juin 1997

Hard Core est le premier album studio de Lil' Kim, sorti le 12 novembre 1996.
L'album s'est classé 3e au Top R&B/Hip-Hop Albums et 8e au Billboard 200 et a été certifié double disque de platine par la Recording Industry Association of America (RIAA) le 14 mars 2001.
Bien accueilli par la critique, Hard Core est aujourd'hui considéré comme un « classique » du hip-hop.

## Listes des titres
| No  | Titre                                                                                                   | Auteur                                                                                        | Contient un (des) sample(s) de | Durée |
| --- | --- | --------------------------------------------------------------------------------------------- | --- | ----- |
| 1.  | Intro in a-Minor                                                                                        |                                                                                               | | 2:14  |
| 2.  | Big Momma Thang (featuring Jay-Z et Lil' Cease – Produit par Stretch Armstrong)                         | Kimberly Jones, Christopher Wallace, Harvey Fuqua, James Lloyd, Sylvester James, Shawn Carter | Was It Something That I Said de Sylvester The What de The Notorious B.I.G. featuring Method Man | 4:17  |
| 3.  | No Time (featuring Puff Daddy – Produit par Sean Combs et Stevie J.)                                    | Jones, Wallace, Steven Jordan                                                                 | The Message From the Soul Sisters de Vicki Anderson Gettin' Money (The Get Money Remix) de Junior M.A.F.I.A. featuring The Notorious B.I.G. You Can't Stop the Reign de Shaquille O'Neal featuring The Notorious B.I.G. | 5:00  |
| 4.  | Spend a Little Doe (Produit par Ski)                                                                    | Jones, Wallace, David Willis                                                                  | Fifty Ways to Leave Your Lover du Frank Chacksfield Orchestra | 5:35  |
| 5.  | Take It! (featuring Lil' Cease, The Notorious B.I.G. et Trife)                                          |                                                                                               | | 0:46  |
| 6.  | Crush on You (featuring Lil' Cease et The Notorious B.I.G. – Produit par Andraeo « Fanatic » Heard])    | Wallace, Cameron Giles, James Lloyd, Jeff Lorber, Mason Betha                                 | Rain Dance du Jeff Lorber Fusion Big Poppa de The Notorious B.I.G. Uknowhowwedu de Bahamadia | 4:35  |
| 7.  | Drugs (featuring The Notorious B.I.G. – Produit par Fabian Hamilton)                                    | Jones, D. Owen, Wallace, Fabian Hamilton, Isaac Hayes                                         | Bumpy's Lament de Soul Mann & the Brothers | 4:20  |
| 8.  | Scheamin'                                                                                               |                                                                                               | | 0:49  |
| 9.  | Queen Bitch (Produit par Carlos « 6 July » Broady et Nashiem Myrick)                                    | Jones, Wallace, Carlos Broady, Nashiem Myrick                                                 | Hey, That's No Way to Say Goodbye de Roberta Flack CB#5 de Ralph Vargas et Carlos Bess | 3:17  |
| 10. | Dreams (featuring Adilah – Produit par Daven « Prestige » Vanderpool)                                   | Jones, Wallace, Daven « Prestige » Vanderpool, Reggie Andrews                                 | Brown Sugar de D'Angelo Just Playing (Dreams) de The Notorious B.I.G. | 4:39  |
| 11. | M.A.F.I.A. Land (Produit par Brent « Faraoh » Toussaint)                                                | Jones, Wallace, Bert Kaempfert, Brent Toussaint, Herbert Rehbein, Richard Ahlert              | | 4:37  |
| 12. | We Don't Need It (featuring Junior M.A.F.I.A. – Produit par Minnesota)                                  | Wallace, Jones, James Lloyd, Mark Richardson, Rayshaun Spain                                  | Ode to Billie Joe de Lou Donaldson The One I Need de Shirley Murdock | 4:10  |
| 13. | Not Tonight (featuring Jermaine Dupri – Produit par Jermaine Dupri)                                     | Jones, Wallace, Jermaine Dupri                                                                | Turn Your Love Around de George Benson | 4:31  |
| 14. | Player Haters                                                                                           |                                                                                               | | 0:43  |
| 15. | Fuck You (featuring Junior M.A.F.I.A. – Produit par Chris « Cornbread » Cresco et The Notorious B.I.G.) | Jones, Antoine Spain, Chris Cresco, Wallace, Rayshaun Spain                                   | | 2:53  |

| 16. | Not Tonight (Ladies Night Remix) (featuring Da Brat, Angie Martinez, Missy Elliott, Lisa « Left Eye » Lopes – Produit par Armando Colon et Rashad Smith) | Carlos Crespo, K. Jones, Rick Spain, Chester Wallace | Ladies' Night de Kool & The Gang | 4:14 |